# One Life 2 Live
One Life 2 Live — третій студійний альбом американського репера C-Bo, виданий 4 лютого 1997 р. лейблом AWOL Records. Виконавчий продюсер: Фредді «T» Сміт. Платівка посіла 12-ту сходинку чарту Top R&B/Hip-Hop Albums та 65-те місце чарту Billboard 200.
У записі альбому взяли участь B-Legit, Mac Mall, Lunasicc та ін. На «Club Hoppin'» існує відеокліп. Пісня «Survival 1st» уперше з'явилася на компіляції лейблу No Limit Records West Coast Bad Boyz II.

## Список пісень
| #   | Назва                                                         | Тривалість |
| --- | ------------------------------------------------------------- | ---------- |
| 1.  | «Menace» (з участю Mac Mall)                                  | 0:59       |
| 2.  | «3 Gangstas» (з участю Lunasicc та Maniac)                    | 4:03       |
| 3.  | «Ridin on My Bumper» (з участю Lunasicc, Maniac та Da Misses) | 4:20       |
| 4.  | «I Can't See tha Light» (з участю Marvaless)                  | 3:59       |
| 5.  | «I'm a Fool»                                                  | 4:16       |
| 6.  | «Livin Like a Hustler Part 2» (з участю B-Legit та Lunasicc)  | 4:18       |
| 7.  | «One Life 2 Live» (з участю Lunasicc та Maniac)               | 4:13       |
| 8.  | «Club Hoppin'» (з участю Mississippi)                         | 3:22       |
| 9.  | «I'm Gonna Get Mine» (з участю Lunasicc та Marvaless)         | 3:59       |
| 10. | «Break 'Um Off» (з участю Big Lurch)                          | 5:30       |
| 11. | «Kill 'Em Up» (з участю Mississippi)                          | 5:10       |
| 12. | «Survival 1st» (з участю Lunasicc та Marvaless)               | 4:55       |

## Чартові позиції
| Чарт (1997)                         | Найвища позиція |
| ----------------------------------- | --------------- |
| США                                 | 65              |
| US Billboard Top R&B/Hip-Hop Albums | 12              |